# Мищеряков, Юрий Николаевич
Юрий Николаевич Мищеряков (род. 1 января 1945 г. на станции Агадырь Жана-Аркинского района Карагандинской области Казахской ССР) — российский муниципальный служащий, государственный и политический деятель, депутат Государственной Думы VII созыва, член фракции «Единая Россия», член комитета Госдумы по делам СНГ, евразийской интеграции и связям с соотечественниками.

## Биография
В 1971 году получил высшее образование по специальности «электроснабжение промышленных предприятий, городов и сельского хозяйства» окончив вечернее отделение Оренбургского политехнического института. В 1989 году прошёл переподготовку в Академии народного хозяйства при Совете министров СССР. После окончания восьми классов пошёл работать, в 1961 году работал на автобазе № 1 ст. Агадырь слесарем-агрегатчиком. В 17 лет, в 1962 году, переехал в г. Оренбург, поступил в школу рабочей молодёжи и одновременно работал в геофизической экспедиции. С 1963 по 1964 год работал в управлении механизации треста «Оренбургпромстрой» слесарем третьего разряда. В 1964 году был призван на срочную службу, служил на Балтийском флоте военно-морских сил СССР, демобилизован в 1965 году. С 1965 по 1969 год работал на Оренбургском машиностроительном заводе электриком-испытателем. С 1969 по 1971 год в Оренбургском предприятии объединённых котельных мастером участка КИП и автоматики, затем начальником газовой службы. В 1972 году назначен в Оренбургское предприятие объединённых котельных на должность директора. В 1973 году избран депутатом Оренбургского городского Совета народных депутатов, в 1975 году назначен председателем районного исполнительного комитета в Оренбурге. С 1976 по 1987 год работал в Оренбургском горсовете народных депутатов в должности первого заместителя председателя. В 1989 году назначен на работу в совместное предприятие «Интер-орбитал» генеральным директором. С 1989 по 1991 год работал в концерне «Восток» советником по внешнеэкономическим связям. С 1991 по 2000 год работал в различных коммерческих структурах.
В сентябре 2000 года избран главой администрации города Оренбурга. В сентябре 2004 был повторно избран главой администрации города Оренбурга. В октябре 2010 года выборы главы администрации проходили по новому закону, главу города избирали депутаты. 18 октября 2010 года Юрий Мищеряков в третий раз избран главой администрации Оренбурга. В 2011 году был избран депутатом Государственной Думы VI созыва, однако от депутатского мандата отказался, решив не складывать с себя полномочия главы города.
В сентябре 2016 года был выдвинут в депутаты госдумы от партии «Единая Россия», по итогам выборов избран депутатом Госдумы РФ VII созыва по одномандатному избирательному округу округу № 142.

## Законотворческая деятельность
С 2016 по 2019 год, в течение исполнения полномочий депутата Государственной Думы VII созыва, выступил соавтором 31 законодательных инициатив и поправок к проектам федеральных законов.

## Награды
- Орден Почёта (23 ноября 2009) — за достигнутые трудовые успехи и многолетнюю добросовестную работу[9]
- Орден Дружбы народов
- Медаль «За трудовое отличие»
- Юбилейная медаль «МПА СНГ. 25 лет» (13 октября 2017, Межпарламентская ассамблея СНГ) — за заслуги в деле развития и укрепления парламентаризма, за вклад в развитие и совершенствование правовых основ функционирования Содружества Независимых Государств, укрепление международных связей и межпарламентского сотрудничества[10]
- Почётная грамота Совета Межпарламентской Ассамблеи государств — участников Содружества Независимых Государств (21 ноября 2019, Межпарламентская ассамблея СНГ) — за активное участие в деятельности Межпарламентской Ассамблеи и её органов, вклад в укрепление дружбы между народами государств — участников Содружества Независимых Государств[11]
- Знак «За заслуги перед Оренбургской областью» (14 февраля 2025) — за выдающиеся достижения в государственной деятельности и значительныф вклад в социально-экономическое развитие Оренбургской области